# André Dalesme
 (septembre 2023).
André Dalesme est un physicien français né en 1643 et mort en 1727.
Il fut admis en 1699 à l'Académie des sciences. Il devint expérimentateur de l'Académie. On lui doit un nouveau cric, d'une grande force, et un fourneau dans lequel la fumée, ramenée dans le brasier, se convertit en flamme en se brûlant de nouveau. Il avait imaginé en même temps que Thomas Newcomen une machine à vapeur. On lui doit aussi l'invention du ressort à lames qui porte son nom. Le ressort à la Dalesme est placé verticalement aux extrémités d'une voiture hippomobile, il porte les soupentes de cuir qui maintiennent la caisse, assurant ainsi la suspension du véhicule.

## Source
Cet article comprend des extraits du Dictionnaire Bouillet. Il est possible de supprimer cette indication, si le texte reflète le savoir actuel sur ce thème, si les sources sont citées, s'il satisfait aux exigences linguistiques actuelles et s'il ne contient pas de propos qui vont à l'encontre des règles de neutralité de Wikipédia.
- Max Terrier, L'invention des ressorts de voiture, in Revue d'histoire des sciences, 1986, vol. 39, p. 17-30 persee.fr